# Namoungou (Fada N'Gourma)
Pour les articles homonymes, voir Namoungou.
Namoungou est une commune située dans le département de Fada N'Gourma de la province du Gourma dans la région de l'Est au Burkina Faso.

## Géographie
Namoungou est situé à 28 km à l'Est de Fada N'Gourma, chef-lieu du département, de la province et capitale de la région. La commune est traversée par la route nationale 4.

## Histoire
Le 7 aout 2020, des hommes armés attaquent le marché de bétail et tuent une vingtaine de personnes avant de prendre la fuite.

## Économie
De fait de sa localisation sur la RN4, Namoungou est un centre d'échanges commerciaux avec les communes du Sud-Est du département.

## Santé et éducation
Namoungou accueille un dispensaire isolé ainsi qu'un centre de santé et de promotion sociale (CSPS).